# Olaia
Olaia is een plaats (freguesia) in de Portugese gemeente Torres Novas en telt 1917 inwoners (2001).